# زاریا کومونی
زاریا کومونی (به لاتین: Zarya Komunny) یک منطقهٔ مسکونی در روسیه است که در شهرستان کیزلیارسکی واقع شده‌است.